# Umaku Ienai / Ai no Tame Kyou Made Shinkashite Kita Ningen, Ai no Tame Subete Taikashita Ningen / Wasurete Ageru
Umaku Ienai / Ai no Tame Kyou Made Shinkashite Kita Ningen, Ai no Tame Subete Taikashita Ningen / Wasurete Ageru (上手く言えない／愛のため今日まで進化してきた人間　愛のためすべて退化してきた人間／忘れてあげる No lo Puedo Decir Bien / Los Humanos Han Evolucionado Hasta Hoy por el Bien del Amor, los Humanos se Han Degenerado Completamente por el Bien del Amor / Olvidaré por Ti?) es el 22º sencillo de ANGERME. Fue lanzado el 19 de octubre de 2016 en 6 ediciones: 3 regulares y 3 limitadas. Las primeras impresiones de las ediciones regulares incluyen una carta coleccionable aleatoria de 10 tipos dependiendo de la edición (30 en total). Las ediciones limitadas incluyen una tarjeta de lotería de evento. Este es el sencillo debut de Momona Kasahara.

## Información
El sencillo fue anunciado oficialmente en el episodio del 7 de septiembre de 2016 de Hello! Project Station. Sin embargo, un usuario anónimo de 2ch filtró el sencillo una semana antes, incluidos los títulos correctos de las pistas, la fecha de lanzamiento y la información del compositor. El MV de "Ai no Tame Kyou Made Shinkashite Kita Ningen, Ai no Tame Subete Taikashita Ningen" fue grabado en el Oya History Museum, una antigua mina de Tochigi. Este fue el primero desde Uchouten LOVE, en la que no participa Meimi Tamura.

## Lista de Canciones

### CD
1. Umaku Ienai
2. Ai no Tame Kyou Made Shinkashite Kita Ningen, Ai no Tame Subete Taikashita Ningen
3. Wasurete Ageru
4. Umaku Ienai (Instrumental)
5. Ai no Tame Kyou Made Shinkashite Kita Ningen, Ai no Tame Subete Taikashita Ningen (Instrumental)
6. Wasurete Ageru (Instrumental)

### DVD Edición Limitada A
- Umaku Ienai (Vídeo Musical)

### DVD Edición Limitada B
- Ai no Tame Kyou Made Shinkashite Kita Ningen, Ai no Tame Subete Taikashita Ningen (Vídeo Musical)

### DVD Edición Limitada C
- Wasurete Ageru (Vídeo Musical)

### Event V
1. Umaku Ienai (Close-up Ver.)
2. Umaku Ienai (Dance Shot Ver.)
3. Ai no Tame Kyou Made Shinkashite Kita Ningen, Ai no Tame Subete Taikashite Kita Ningen (Close-up Ver.)
4. Ai no Tame Kyou Made Shinkashite Kita Ningen, Ai no Tame Subete Taikashite Kita Ningen (Dance Shot Ver.)
5. Wasurete Ageru (Close-up Ver.)
6. Wasurete Ageru (Dance Shot Ver.)

## Miembros Presentes
- 1ª Generación: Ayaka Wada
- 2ª Generación: Kana Nakanishi, Akari Takeuchi, Rina Katsuta
- 3ª Generación: Mizuki Murota, Rikako Sasaki, Maho Aikawa (Último Sencillo)
- 4ª Generación: Moe Kamikokuryo
- 5ª Generación (Debut): Momona Kasahara

## Posiciones en Listas

### Oricon

#### Rankings Diarios & Semanales
| Lun | Mar      | Mié | Jue | Vie | Sáb     | Dom | Puesto Semanal       | Ventas               |
| --- | -------- | --- | --- | --- | ------- | --- | -------------------- | -------------------- |
| -   | 3 16,623 | 8   | 4   | 4   | 3 3,840 | 4   | 3                    | 31,468               |
| -   | -        | -   | 19  | -   | -       | -   | 55                   | 1,853                |
| -   | -        | -   | -   | -   | -       | -   | 143                  | 413                  |
| -   | -        | -   | -   | -   | -       | -   | Fuera por 2 semanas. | Fuera por 2 semanas. |
| 16  | -        | -   | -   | -   | -       | -   | 130                  | 553                  |
| 11  | -        | -   | -   | -   | -       | -   | 77                   | 1,035                |
| -   | -        | -   | -   | 16  | -       | -   | 103                  | 667                  |

#### Ranking Mensual
| Año  | Mes     | Puesto Mensual | Ventas | Ref |
| ---- | ------- | -------------- | ------ | --- |
| 2016 | Octubre | TBA            | TBA    |     |

Total de Ventas Obtenidas: 35,991

### Otras Listas
| País  | Lista                            | Posición Más Alta |
| ----- | -------------------------------- | ----------------- |
| Japón | Billboard Japan Top Single Sales | 3                 |